# بوبر ۱۶۳۵۵
سیارک ۱۶۳۵۵ (به انگلیسی: 16355 Buber، نامگذاری:1975UA1) شانزده هزار و سیصد و پنجاه و پنجمین سیارک کشف شده‌است که در ۲۹ اکتبر ۱۹۷۵ کشف شد.
قدر مطلق سیارک برابر ۱۴٫۶۰ است.